# 莫克尚區
52°27′58″N 44°57′17″E / 52.46611°N 44.95472°E
莫克尚區（俄语：Мокшанский район），是俄羅斯的一個區，位於該國西南部，由奔薩州負責管轄，面積2,200平方公里，2010年該區人口28,033，人口密度每平方公里12.74人。